# Gelis brunneellus
Gelis brunneellus là một loài tò vò trong họ Ichneumonidae.